# ويل كلارك
ويل كلارك (بالإنجليزية: Will Clarke)‏ مواليد 11 أبريل 1985 في تاسمانيا، هو دراج أسترالي في صنف سباق الدراجات على الطريق.

## روابط خارجية
- ويل كلارك على موقع النتائج التاريخية لألعاب القوى الأسترالية (الإنجليزية)
- ويل كلارك على موقع الاتحاد الدولي للدراجات (الإنجليزية)
- ويل كلارك على موقع أرشيف الدراجات (الإنجليزية)
- ويل كلارك على موقع إحصائيات الدراجات الإحترافية (الإنجليزية)
- ويل كلارك على موقع نسبة الدراجات (الإنجليزية)